# Tasovice (Znojmói járás)
Tasovice település Csehországban, a Znojmói járásban. Tasovice Znojmo, Těšetice, Dyje, Hodonice, Bantice, Práče, Strachotice és Krhovice településekkel határos. Lakosainak száma 1420 fő (2024. január 1.).

## Népesség
A település lakosságának változását az alábbi diagram mutatja:
| Lakosok száma | 1145 | 1203 | 1498 | 1252 | 1083 | 1226 | 1378 | 1366 | 1374 | 1420 |
|               | 1869 | 1890 | 1921 | 1950 | 1980 | 2001 | 2017 | 2019 | 2022 | 2024 |